# 水内駅
水内駅（みのちえき）は広島県佐伯郡湯来町下（現在は広島市佐伯区湯来町下）に存在した西日本旅客鉄道（JR西日本）可部線の駅（廃駅）である。
湯来町唯一の駅であったが、可部線非電化区間（可部 - 三段峡間）の廃線に伴い2003年（平成15年）12月1日に廃止された。

## 歴史

### 年表
- 1954年（昭和29年）3月30日：国鉄可部線 布 - 加計間開通時に開業[1]。一般駅[1]。
- 1961年（昭和36年）5月1日：貨物の取扱を廃止（旅客駅となる）[1]。
- 1984年（昭和59年）2月1日：荷物の取扱を廃止[1]。
- 1987年（昭和62年）4月1日：国鉄分割民営化によりJR西日本が継承[1]。
- 1991年（平成3年）
  - 4月1日：管轄が広島支社の直轄（可部管理駅）から可部鉄道部に変更される[2]。
  - 11月1日：可部線CTC化に伴い、無人駅となる[3]。
- 2003年（平成15年）12月1日：廃止。

### 駅名の由来
駅のある地域の村名（広島県佐伯郡水内村）から。

## 駅構造
島式ホーム1面2線と、南側の線路（下り線）に隣接して1線の側線（行き止まりの留置線）をもつ地上駅であったが、晩年は南側の線路（下り線）と側線は撤去され、単式ホームとなっていた。コンクリート造り・平屋建ての駅舎があったが、無人駅であった。駅舎とホームは下り線を渡る通路で結ばれ、ホームの東側に繋がっていた。

## 駅周辺
駅前には広場があった。
可部線の南側を並走する国道191号までは幾分か距離があり、その間は湯来町道で結ばれている。国道191号の南側には太田川が流れている。
駅周辺は佐伯郡湯来町下の太田川左岸地域で、湯来町中心部や湯来温泉に行くには山県郡加計町（現：安芸太田町）を通らないと行けない事実上の飛び地である。
- 広電バス・加計交通・ささき観光「久日市（読みは「さかいち」、旧・水内駅）」停留所

## 現状
駅跡地は水内駅公園として整備された。公園内にはホームや駅舎、線路の一部が残る。

## 隣の駅
西日本旅客鉄道（JR西日本）
可部線
安野駅 - 水内駅 - 坪野駅